# 14401 Reikoyukawa
14401 Reikoyukawa è un asteroide della fascia principale. Scoperto nel 1990, presenta un'orbita caratterizzata da un semiasse maggiore pari a 2,6234209 UA e da un'eccentricità di 0,1878854, inclinata di 11,78196° rispetto all'eclittica.
L'asteroide era stato inizialmente battezzato 14401 Ottostern per poi essere corretto nella denominazione attuale. L'eponimo venne poi attribuito all'asteroide 14468 Ottostern.
Inoltre l'eponimo Reikoyukawa era stato inizialmente assegnato a 26612 Sunsetastro che ricevette poi l'attuale denominazione.
L'asteroide è dedicato alla paroliera e critica musicale giapponese Reiko Yukawa.